# Лемора
«Лемора» (англ. Lemora) — американський фільм жахів 1973 року, сценарист і режисер Річард Блекберн з Шеріл Сміт, Гай Пайком і Леслі Гілб у головних ролях. У ній розповідається про молоду дівчину в Америці епохи сухого закону, яка подорожує до таємничого міста, щоб відвідати свого батька, і відкриває зграю вампірів. Він також був випущений під альтернативними назвами «Лемора: дитяча казка про надприродне», «Легендарне прокляття Лемори» та «Лемора, Леді Дракула».
Задуманий Блекберном, колишнім студентом Каліфорнійського університету в Лос-Анджелесі, фільм «Лемора» знімався на натурі в Помоні та околицях. Прем'єра фільму відбулася в коледжі Скріппса у квітні 1973 року, після чого його продали для дистрибуції компанії Media Cinema Group, яка скоротила фільм майже на сорок хвилин і випустила його в кінотеатральний прокат наприкінці 1974 року. Фільм піддався жорсткій критиці з боку Католицького легіону пристойності, який назвав його «антикатолицьким».

## Сюжет
В епоху сухого закону на півдні Сполучених Штатів побожну 13-річну Лілу Лі викликають листом відвідати її пораненого батька, гангстера, перш ніж він помре. Вона тікає від преподобного, який її виховав і в церкві якого вона стала відомою як співачка, хоча її надзвичайна краса також починає привертати увагу. Ліла сідає на автобус до передбачуваного місця перебування свого батька, дивного міста Астарот. На автовокзалі продавець квитків повідомляє Лілі, що люди там дивні, і відвідувачі рідко повертаються з міста. Тієї ночі автобус, у якому їде Ліла, і в якому вона є єдиною пасажиркою, піддається нападу зграї скажених вампірів, коли він наближається до лісу, що оточує Астарот. Вампіри вбивають водія автобуса, а Ліла розбиває автобус, намагаючись втекти. На неї нападають істоти, але її рятує таємнича жінка на ім'я Лемора.
Прийшовши до тями, Ліла виявляється замкненою в котеджі біля ферми, де за нею доглядає Соланж, літня жінка, схожа на відьму, яка її годує. Ліла нападає на Соланж і тікає з котеджу, тікає до ферми, де ховається в підвалі. Вона чує голос батька з будинку, але перш ніж знайти його, Ліла стикається з Леморою, яка повідомляє їй, що вона не може бачити батька, поки не матиме імунітету до його «хвороби». Ліла дізнається, що Лемора утримує в своєму будинку багатьох інших дітей, які, як і вона, мають блідий і хворобливий вигляд.
Стає очевидним, що Лемора дуже жадає Ліли, купає її та намагається заспокоїти. Перебуваючи на самоті, на Лілу жорстоко нападає її батько, який виглядає сильно мутованим. Він нападає на Соланж, вбиваючи її, перш ніж Лемора проганяє його факелом. Лемора пояснює, що деякі жителі Астарота захворіли, і згадує про майбутню церемонію, в якій братиме участь Ліла. Прочитавши щоденник дитини в домі Лемори, вона незабаром усвідомлює правду: Лемора — вампірка, яка харчується дітьми та тримає його батька в полоні. Вона також є неофіційною королевою вампірів Астарот і планує перетворити Лілу на свою власну дитину.
Намагаючись втекти, Ліла вирушає в нічну подорож містом Астарот, де зустрічає два типи вампірів: одна фракція схожа на саму Лемору, відносно людська за поведінкою та зовнішнім виглядом, інші — мутовані або, можливо, регресуючі, набагато більш дикі за поведінкою та жахливі за формою; ці дві групи перебувають у стані війни. Тим часом Преподобному, який шукає лілу, вдається відновити її сліди.
Після вирішальної битви, в якій більшість вампірів гине, Ліла змушена вбити власного батька, який став одним із виродків. Коли вона плаче над його тілом, до неї наближається Лемора і пропонує їй розраду своїм вампірським поцілунком. Коли невдовзі з'являється Преподобний, він бачить, що Ліла готова, навіть прагне поцілувати його. Спочатку він опирається, але потім здається. Тоді вона впивається іклами йому в горло і п'є його кров, за чим спостерігає усміхнена Лемора.
В останній сцені видно, як Ліла співає перед своєю церквою.

## Акторський склад
- Річард Блекберн — Преподобний
- Шеріл Сміт — Ліла Лі
- Вільям Віттон — Елвін Лі
- Стів Джонсон — білетер
- Гай Пайк — водій автобуса[4]
- Леслі Таплін (Леслі Гілб) — Лемора[4]
- Максін Баллантайн — Соланж
- Паркер Вест — молодий чоловік

## Виробництво

### Концепція
«Лемора» був задуманий колишніми студентами Каліфорнійського університету в Лос-Анджелесі Річардом Блекберном і Робертом Ферном. Головним натхненням для створення фільму став фільм Боба Келльяна «Граф Йорга, вампір» 1970 року.

### Кастинг
Сміт, якій на момент зйомок було сімнадцять років, зіграла тринадцятирічну Лілу Лі, її першу головну роль. Сценарист і режисер Блекберн з'являється у фільмі як Преподобний.

### Зйомки
Зйомки проходили в Помоні, штат Каліфорнія, і навколо нього, включно з особняком Філліпса, який використовувався для екстер'єру будинку Лемори, і маєтку Бредбері Шато, де знімалися інтер'єри. Додаткова зйомка відбулася в готелі <i>San Dimas</i>. Будинок Преподобного знаходився в Culver Studios, на місці, яке колись було частиною зовнішнього декору для Мейберрі на Шоу Енді Гріффіта. Кілька членів родини та друзів Блекберна зіграли ролі у постановці.

## Поширення
Прем'єра «Лемори» відбулася в Клермонті, штат Каліфорнія, 30 квітня 1973 року в театрі Гаррісон на кампусі коледжу Скріппс. Реакція глядачів на цей показ була нібито настільки поганою, що Ферн і Блекберн швидко спробували продати фільм і повернути частину грошей, витрачених на його виробництво. Media Cinema Group придбала фільм, скоротила його тривалість зі 118 хвилин до 80 і розповсюдила його в автотеатрах і місцевих кінотеатрах у Сполучених Штатах, починаючи з грудня 1974 року.

### Відгуки
«Лемора» отримала переважно негативні відгуки після свого першого випуску, дехто назвав її «антикатолицькою».
Письменник і кінокритик Леонард Малтін дав фільму БОМБУ, свою найнижчу оцінку, назвавши його «Дуже жахливо малобюджетним». Елвіс Мітчелл із The New York Times писав: «„Лемора“ хоче перевершити розширення міфології фільмів про вампірів, яке спонукало до плідних, насичених фільмів жахів від Hammer Studios. Фільм далеко не досягає своїх цілей, але це класика свого роду».

#### Сучасна оцінка
На агрегаторі оглядів фільмів в Інтернеті Rotten Tomatoes рейтинг схвалення фільму становить 86 % на основі 7 reviews із середньозваженим рейтингом 7,1/10. На Metacritic, який призначає рецензіям середньозважену оцінку, фільм отримав оцінку 49 зі 100 на основі 4 критиків, що означає «змішані або середні рецензії».
Баррі Мейєр з Film Monthly назвав «Лемору» «Справжнім крипером», написавши: «Що робить цей фільм таким хорошим, так це те, що режисер-сценарист Річард Блекберн розуміє, як шокувати людей, не використовуючи трюки цього жанру, як і багато інших фільмів епоха була так готова зробити». У 1992 році сценарист Джон Флінн зазначив, що «Лемора» — це «мистецький незвичайний фільм про вампірів, який нагадує найкраще з Бави та Бунюеля». 
Мейтленд МакДонаг з TV Guide присудила фільму 3 зірки з 5, написавши: «Арт-гаусний фільм про вампірів із лесбійськими відтінками, дебютний фільм Річарда Блекберна амбітно та напрочуд ефективно використовує традиційні кліше про вампірів». Денніс Шварц з Ozus' World Movie Reviews дав фільму B+, назвавши його «Захоплюючою та розумно виконаною роботою».

### Домашні медіа
Фільм був випущений на DVD компанією Synapse Video 31 серпня 2004 року. Станом на 2020 рік компанія Synapse Films заявила, що не планує випускати фільм на Blu-ray, незважаючи на показ фотографії 4K-сканування, створеної п'ятьма роками тому в соціальних мережах.